# Namíbia nos Jogos Olímpicos de Verão de 2008
A Namíbia participou dos Jogos Olímpicos de Verão de 2008, em Pequim, na China. O país estreou nos Jogos em 1996 e esta foi sua 5ª participação.

## Desempenho

### Atletismo
| Atleta           | Prova                        | Elim.   | Elim. | 1/4 de final | 1/4 de final | Semifinal   | Semifinal   | Final       | Final       |
| Atleta           | Prova                        | Res.    | Pos.  | Res.         | Pos.         | Res.        | Pos.        | Res.        | Pos.        |
| ---------------- | ---------------------------- | ------- | ----- | ------------ | ------------ | ----------- | ----------- | ----------- | ----------- |
| Helalia Johannes | Maratona feminina            |         |       |              |              |             |             | 2h35m22s    | 40º         |
| Stephan Louw     | Salto em distância masculino | 7,93 m  | 13º   |              |              |             |             | Não avançou | Não avançou |
| Beata Naigambo   | Maratona masculina           |         |       |              |              |             |             | 2h33m29s    | 28º         |
| Agnes Samaria    | 800 m feminino               | 2m02s18 | 26º   |              |              | Não avançou | Não avançou | Não avançou | Não avançou |
| Agnes Samaria    | 1500 m feminino              | 4m15s80 | 27º   |              |              |             |             | Não avançou | Não avançou |

### Boxe
| Atleta           | Peso          | 1/16 de final          | 1/8 de final           | 1/4 de final           | Semifinais             | Final                  |             |
| Atleta           | Peso          | Adversário e resultado | Adversário e resultado | Adversário e resultado | Adversário e resultado | Adversário e resultado |             |
| ---------------- | ------------- | ---------------------- | ---------------------- | ---------------------- | ---------------------- | ---------------------- | ----------- |
| Jafet Uutoni     | Mosca-ligeiro |                        | POL Ł. Maszczyk D 5–+5 | Não avançou            | Não avançou            | Não avançou            | Não avançou |
| Julius Indongo   | Leve          | AUS A. Little D 2–14   | Não avançou            | Não avançou            | Não avançou            | Não avançou            |             |
| Mujandjae Kasuto | Meio-médio    | RUS A. Balanov D 5–8   | Não avançou            | Não avançou            | Não avançou            | Não avançou            |             |

### Ciclismo Estrada
| Atleta       | Prova                        | Tempo           | Pos. |
| ------------ | ---------------------------- | --------------- | ---- |
| Eric Hoffman | Corrida em estrada masculina | 6:26:17 (+2:28) | 21º  |

### Ciclismo Mountain Bike
| Atleta        | Prova     | Tempo | Pos. |
| ------------- | --------- | ----- | ---- |
| Manie Heymans | masculino | DNF   | DNF  |

### Tiro
| Atleta      | Prova                   | Qual.  | Qual. | Final       | Final       |
| Atleta      | Prova                   | Escore | Pos.  | Escore      | Pos.        |
| ----------- | ----------------------- | ------ | ----- | ----------- | ----------- |
| Gaby Ahrens | Fossa olímpica feminino | 52     | 20    | Não avançou | Não avançou |

Legenda
| Recorde mundial      | Recorde mundial (World record)               |                       | Recorde africano                      | Recorde africano (African) |                                           | Q | Classificado por posição (Qualified) |
| Recorde olímpico     | Recorde olímpico (Olympic record)            | Recorde da América    | Recorde da América (Americas)         | q                          | Classificado por melhor tempo (Qualified) |   |                                      |
| Melhor marca do ano  | Melhor marca do ano (World leading)          | Recorde asiático      | Recorde asiático (Asian)              | DNS                        | Não largou (Did not start)                |   |                                      |
| Recorde nacional     | Recorde nacional (National record)           | Recorde europeu       | Recorde europeu (European)            | DNF                        | Não terminou (Did not finish)             |   |                                      |
| Recorde pessoal      | Recorde pessoal do atleta (Personal best)    | Recorde da Oceania    | Recorde da Oceania (Oceania)          | DSQ / DQ                   | Desclassificado (Disqualified)            |   |                                      |
| Recorde da temporada | Recorde da temporada do atleta (Season best) | Recorde sul-americano | Recorde sul-americano (South America) | NM                         | Sem marca (No mark)                       |   |                                      |